# Histoire de la Mongolie pendant la Seconde Guerre mondiale

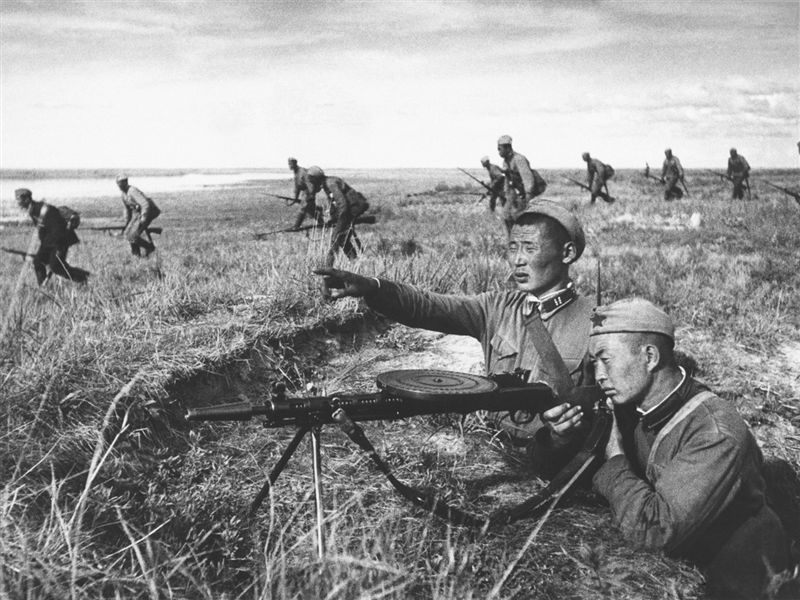
Soldats de l'armée populaire mongole lors de la bataille de Khalkhin Gol en 1939.

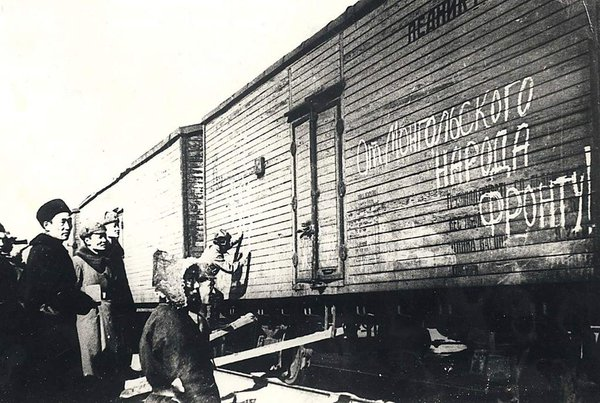
Chevaux mongols expédiés en URSS.

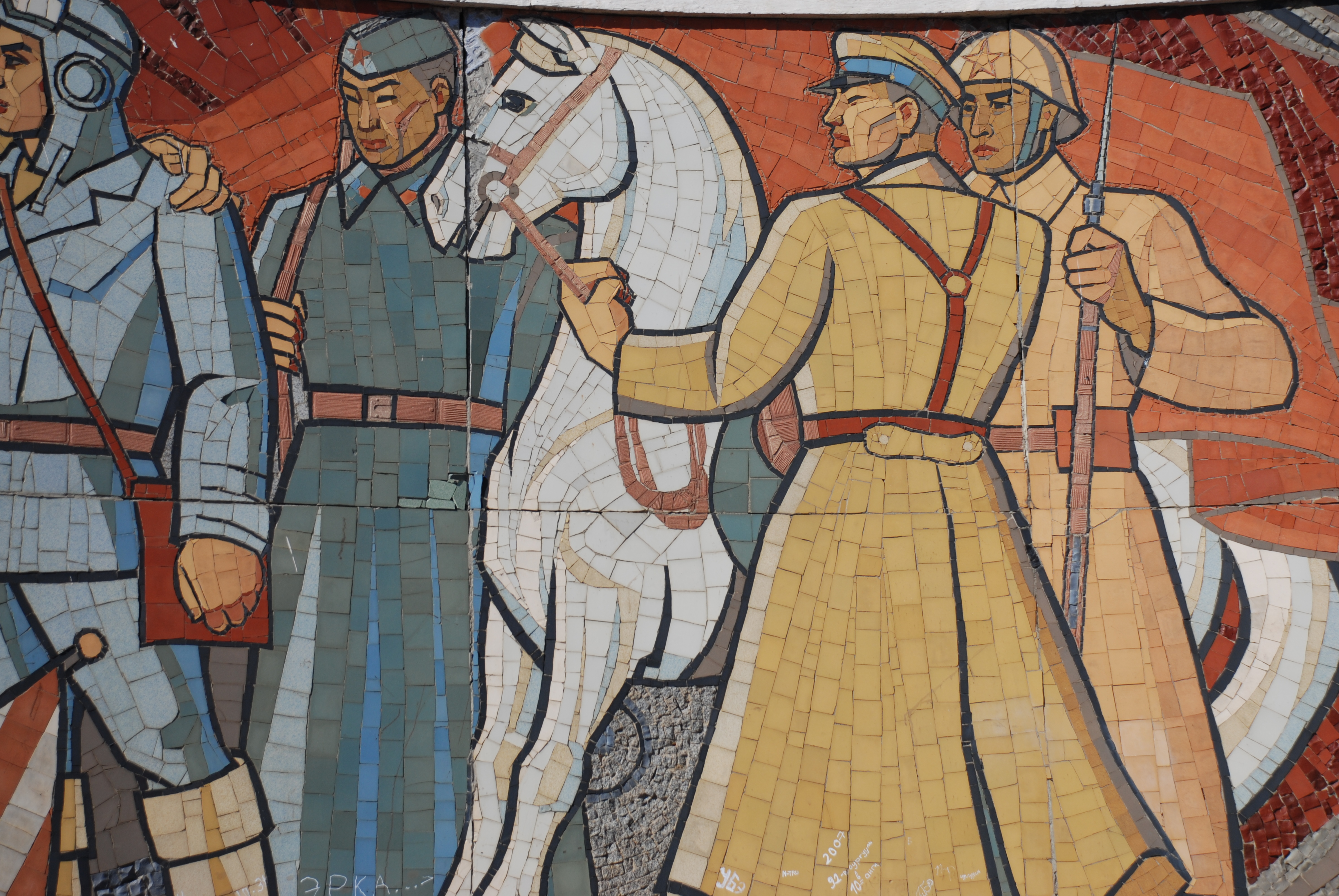
Mémorial Zaisan d'Oulan-Bator.

La Mongolie Extérieure — officiellement la République populaire mongole — était dirigée par le gouvernement communiste de Horloogiyn Choybalsan pendant la Seconde Guerre mondiale et était étroitement liée à l'Union soviétique. La Mongolie, avec moins d'un million d'habitants, était considérée comme une province séparatiste de la République de Chine par la plupart des nations. Tout au long de la guerre avec l'Allemagne, le pays a fourni à l'Union soviétique un soutien économique, tel que du bétail, des matières premières, de l'argent, de la nourriture et des vêtements militaires, violant la neutralité mongole en faveur des Alliés. La Mongolie était l'un des deux pays satellites soviétiques qui n'étaient pas généralement reconnus comme des nations souveraines à l'époque, l'autre étant la République populaire de Touva, qui ont tous deux participé à la Seconde Guerre mondiale.

## Alliance soviéto-mongole d'avant-guerre contre le Japon
Les relations soviéto-mongoles étaient régies par un « gentlemen's agreement » du 27 novembre 1934, qui fut officialisé par un pacte d'assistance mutuelle le 12 mars 1936. Ce traité créa une alliance militaire défensive mutuelle et engagea également les deux parties à retirer les troupes du territoire de l'autre lorsque le besoin d'assistance militaire était passé. Ces accords visaient le Japon, qui avait occupé la Mandchourie et avancé en Mongolie intérieure, et avait pour objet la protection du chemin de fer transsibérien soviétique.
Le 13 août 1937, dans le cadre de leurs efforts pour soutenir la Chine dans sa guerre avec le Japon, les Soviétiques ont décidé de stationner des troupes le long des frontières sud et sud-est de la Mongolie. Pour obtenir le consentement du gouvernement mongol, des plans d'invasion japonais élaborés ont été forgés. Le 24 août, le vice-ministre soviétique de la Défense, Pyotr Smirnov (en), et un petit état-major sont arrivés en Mongolie pour superviser le transfert de la 17e armée soviétique. L'arrivée de l'armée soviétique a coïncidé, comme prévu, avec une série de terreurs et de purges intensifiées (en) (la « grande terreur »). Dans son discours à la troisième session du Soviet suprême du 31 mai 1939, le commissaire des affaires étrangères Viatcheslav Molotov déclara que « nous défendrons les frontières de la République populaire mongole tout aussi résolument que notre propre frontière».
La Mongolie a été fortement impliquée dans les conflits frontaliers soviéto-japonais, notamment la bataille de quatre mois de Khalkhin Gol (mai-septembre 1939). La plupart de ces événements se sont produits le long des frontières orientales de la Mongolie et sont souvent considérés comme un prélude important à la Seconde Guerre mondiale.

## Seconde Guerre mondiale

### Guerre contre l'Allemagne
La Mongolie aurait signé un accord avec l'État fantoche japonais du Mandchoukouo le 18 juillet 1940 Dans le pacte de neutralité soviéto-japonais du 13 avril 1941, les deux puissances reconnaissent la neutralité de la Mongolie et sa place dans la sphère d'influence soviétique. Sa situation géographique lui a valu de servir de tampon entre les forces japonaises et l'Union soviétique. En plus de garder environ 10 % de la population sous les armes, la Mongolie a fourni des provisions et des matières premières à l'armée soviétique et a financé plusieurs unités, par exemple la « brigade de chars de la Mongolie révolutionnaire » et l'« escadron Mongolian Arat », ainsi qu'un demi-million de chevaux militaires. En outre, plus de 300 militaires volontaires mongols ont combattu sur le front oriental.

### Guerre contre le Japon
Les troupes mongoles ont participé à l'invasion soviétique de la Mandchourie en août 1945, bien qu'en petite partie dans les opérations dirigées par les Soviétiques contre les forces japonaises et leurs alliés mandchous et mongols intérieurs. Pendant la campagne de 1945, les troupes mongoles furent rattachées au Groupe mécanisé de cavalerie soviético-mongol sous le commandement du colonel général Issa Pliyev. Les unités mongoles étaient les 5e, 6e, 7e et 8e divisions de cavalerie mongole, la 7e brigade blindée motorisée, le 3e régiment spécial de chars et le 3e régiment d'artillerie ainsi que la division mixte d'aviation mongole. Le 10 août 1945, plus de vingt-quatre heures après le franchissement de la frontière chinoise sous occupation japonaise par les premières troupes mongoles en compagnie de leurs alliés soviétiques, le Petit Khoural d'État, le parlement mongol, publia une déclaration officielle de guerre contre le Japon.
Aujourd'hui, le mémorial de Zaisan dans la zone sud de la capitale mongole d'Oulan-Bator rend hommage aux soldats soviétiques tués pendant la Seconde Guerre mondiale.